# Temporada 2005 de GP2 Series
La temporada 2005 de GP2 Series empezó en Imola, San Marino el 23 de abril de 2005 y terminó en Sakhir, Baréin el 30 de septiembre del mismo año. El campeonato lo ganó el alemán Nico Rosberg, tras una ardua lucha con el finlandés Heikki Kovalainen, quien finalizó segundo.
Este año, la GP2 Series reemplazó a la Fórmula 3000 como categoría telonera de Fórmula 1. La temporada inaugural de la nueva categoría no contó con el último campeón de la Fórmula 3000, Vitantonio Liuzzi, quien fue promovido a segundo piloto del equipo Red Bull Racing de Fórmula 1. Sin embargo, la competición tuvo dos expilotos de Fórmula 1: Gianmaria Bruni, quien compitió para Coloni Motorsport, y Giorgio Pantano en el equipo Super Nova Racing.

## Escuderías y pilotos
| Escudería            | N.º | Pilotos               | Rondas |
| -------------------- | --- | --------------------- | ------ |
| iSport International | 1   | Scott Speed           | Todas  |
| iSport International | 2   | Can Artam             | Todas  |
| Hitech/Piquet Racing | 3   | Nelson Piquet, Jr.    | Todas  |
| Hitech/Piquet Racing | 4   | Alexandre Negrão      | Todas  |
| BCN Competición      | 5   | Ernesto Viso          | Todas  |
| BCN Competición      | 6   | Hiroki Yoshimoto      | Todas  |
| Super Nova Racing    | 7   | Giorgio Pantano       | Todas  |
| Super Nova Racing    | 8   | Adam Carroll          | Todas  |
| ART Grand Prix       | 9   | Nico Rosberg          | Todas  |
| ART Grand Prix       | 10  | Alexandre Prémat      | Todas  |
| David Price Racing   | 11  | Olivier Pla           | Todas  |
| David Price Racing   | 12  | Ryan Sharp            | 1–7    |
| David Price Racing   | 12  | Giorgio Mondini       | 8–12   |
| DAMS                 | 14  | José María López      | Todas  |
| DAMS                 | 15  | Fairuz Fauzy          | Todas  |
| Coloni Motorsport    | 16  | Mathias Lauda         | Todas  |
| Coloni Motorsport    | 17  | Gianmaria Bruni       | 1–9    |
| Coloni Motorsport    | 17  | Toni Vilander         | 10–11  |
| Coloni Motorsport    | 17  | Ferdinando Monfardini | 12     |
| Racing Engineering   | 18  | Neel Jani             | Todas  |
| Racing Engineering   | 19  | Borja García          | Todas  |
| Campos Racing        | 20  | Juan Cruz Álvarez     | Todas  |
| Campos Racing        | 21  | Sergio Hernández      | Todas  |
| Arden International  | 22  | Heikki Kovalainen     | Todas  |
| Arden International  | 23  | Nicolas Lapierre      | Todas  |
| Durango              | 24  | Clivio Piccione       | Todas  |
| Durango              | 25  | Ferdinando Monfardini | 1–10   |
| Durango              | 25  | Gianmaria Bruni       | 11–12  |

- Nota: Como todos los equipos usan los chasis Dallara GP2/05 con el motor Mecachrome V8 de Renault y neumáticos Bridgestone, no se especifican los datos de los vehículos.

## Calendario
Había 23 carreras en la temporada 2005 de GP2 Series en 12 circuitos diferentes. Once de los circuitos celebraban una carrera el sábado y otra el domingo, con excepción de la carrera en el Circuito de Mónaco, donde sólo se celebró una carrera en el fin de semana.
| Rondas | Rondas | Circuito                                     | País        | Fecha            |
| ------ | ------ | -------------------------------------------- | ----------- | ---------------- |
| 1      | L      | Autodromo Enzo e Dino Ferrari, Imola         | Italia      | 23 de abril      |
| 1      | C      | Autodromo Enzo e Dino Ferrari, Imola         | Italia      | 24 de abril      |
| 2      | L      | Circuito de Barcelona-Cataluña, Montmeló     | España      | 7 de mayo        |
| 2      | C      | Circuito de Barcelona-Cataluña, Montmeló     | España      | 8 de mayo        |
| 3      | 3      | Circuito de Mónaco, Montecarlo               | Mónaco      | 21 de mayo       |
| 4      | L      | Nürburgring, Nürburg                         | Alemania    | 28 de mayo       |
| 4      | C      | Nürburgring, Nürburg                         | Alemania    | 29 de mayo       |
| 5      | L      | Circuito de Nevers Magny-Cours, Magny-Cours  | Francia     | 2 de julio       |
| 5      | C      | Circuito de Nevers Magny-Cours, Magny-Cours  | Francia     | 3 de julio       |
| 6      | L      | Circuito de Silverstone, Silverstone         | Reino Unido | 9 de julio       |
| 6      | C      | Circuito de Silverstone, Silverstone         | Reino Unido | 10 de julio      |
| 7      | L      | Hockenheimring, Hockenheim                   | Alemania    | 23 de julio      |
| 7      | C      | Hockenheimring, Hockenheim                   | Alemania    | 24 de julio      |
| 8      | L      | Hungaroring, Budapest                        | Hungría     | 30 de julio      |
| 8      | C      | Hungaroring, Budapest                        | Hungría     | 31 de julio      |
| 9      | L      | Circuito de Estambul, Estambul               | Turquía     | 20 de agosto     |
| 9      | C      | Circuito de Estambul, Estambul               | Turquía     | 21 de agosto     |
| 10     | L      | Autodromo Nazionale di Monza, Monza          | Italia      | 3 de septiembre  |
| 10     | C      | Autodromo Nazionale di Monza, Monza          | Italia      | 4 de septiembre  |
| 11     | L      | Circuito de Spa-Francorchamps, Francorchamps | Bélgica     | 10 de septiembre |
| 11     | C      | Circuito de Spa-Francorchamps, Francorchamps | Bélgica     | 11 de septiembre |
| 12     | L      | Circuito Internacional de Baréin, Sakhir     | Baréin      | 29 de septiembre |
| 12     | C      | Circuito Internacional de Baréin, Sakhir     | Baréin      | 30 de septiembre |

## Resultados

### Temporada
| Ronda | Ronda | Ronda             | Pole Position     | Vuelta rápida     | Piloto ganador     | Escudería ganadora   | Resultados |
| ----- | ----- | ----------------- | ----------------- | ----------------- | ------------------ | -------------------- | ---------- |
| 1     | L     | Imola             | Nicolas Lapierre  | Ernesto Viso      | Heikki Kovalainen  | Arden International  | Resultados |
| 1     | C     | Imola             |                   | Nicolas Lapierre  | Adam Carroll       | Super Nova Racing    | Resultados |
| 2     | L     | Barcelona         | Scott Speed       | Nico Rosberg      | Gianmaria Bruni    | Coloni Motorsport    | Resultados |
| 2     | C     | Barcelona         |                   | Ryan Sharp        | José María López   | DAMS                 | Resultados |
| 3     | 3     | Montecarlo        | Heikki Kovalainen | Heikki Kovalainen | Adam Carroll       | Super Nova Racing    | Resultados |
| 4     | L     | Nürburgring       | Giorgio Pantano   | Scott Speed       | Heikki Kovalainen  | Arden International  | Resultados |
| 4     | C     | Nürburgring       |                   | Scott Speed       | Clivio Piccione    | Durango              | Resultados |
| 5     | L     | Magny-Cours       | Alexandre Prémat  | Gianmaria Bruni   | Heikki Kovalainen  | Arden International  | Resultados |
| 5     | C     | Magny-Cours       |                   | Gianmaria Bruni   | Nico Rosberg       | ART Grand Prix       | Resultados |
| 6     | L     | Silverstone       | Nico Rosberg      | Alexandre Prémat  | Nico Rosberg       | ART Grand Prix       | Resultados |
| 6     | C     | Silverstone       |                   | Scott Speed       | Olivier Pla        | David Price Racing   | Resultados |
| 7     | L     | Hockenheim        | Nico Rosberg      | Nico Rosberg      | Nico Rosberg       | ART Grand Prix       | Resultados |
| 7     | C     | Hockenheim        |                   | Nico Rosberg      | Olivier Pla        | David Price Racing   | Resultados |
| 8     | L     | Budapest          | Neel Jani         | Hiroki Yoshimoto  | Neel Jani          | Racing Engineering   | Resultados |
| 8     | C     | Budapest          |                   | Clivio Piccione   | Alexandre Prémat   | ART Grand Prix       | Resultados |
| 9     | L     | Estambul          | Nico Rosberg      | Scott Speed       | Alexandre Prémat   | ART Grand Prix       | Resultados |
| 9     | C     | Estambul          |                   | Olivier Pla       | Heikki Kovalainen  | Arden International  | Resultados |
| 10    | L     | Monza             | Heikki Kovalainen | Nico Rosberg      | Heikki Kovalainen  | Arden International  | Resultados |
| 10    | C     | Monza             |                   | Nico Rosberg      | Neel Jani          | Racing Engineering   | Resultados |
| 11    | L     | Spa-Francorchamps | Gianmaria Bruni   | Adam Carroll      | Nelson Piquet, Jr. | Hitech/Piquet Racing | Resultados |
| 11    | C     | Spa-Francorchamps |                   | Adam Carroll      | Adam Carroll       | Super Nova Racing    | Resultados |
| 12    | L     | Sakhir            | Nico Rosberg      | Alexandre Prémat  | Nico Rosberg       | ART Grand Prix       | Resultados |
| 12    | C     | Sakhir            |                   | Scott Speed       | Nico Rosberg       | ART Grand Prix       | Resultados |

## Clasificaciones

### Sistema de puntuación
Puntos de carrera larga
| Posición | 1º | 2º | 3º | 4º | 5º | 6º | 7º | 8º | Pole | VR |
| Puntos   | 10 | 8  | 6  | 5  | 4  | 3  | 2  | 1  | 2    | 2  |

Puntos de carrera corta
| Posición | 1º | 2º | 3º | 4º | 5º | 6º | VR |
| Puntos   | 6  | 5  | 4  | 3  | 2  | 1  | 2  |

### Campeonato de Pilotos
| Pos. | N.º   | Piloto                | IMO | IMO | BAR | BAR | MON | NÜR | NÜR | MAG | MAG | SIL | SIL | HOC | HOC | BUD | BUD | EST | EST | MNZ | MNZ | SPA | SPA | SAK | SAK | Puntos |
| ---- | ----- | --------------------- | --- | --- | --- | --- | --- | --- | --- | --- | --- | --- | --- | --- | --- | --- | --- | --- | --- | --- | --- | --- | --- | --- | --- | ------ |
| 1    | 9     | Nico Rosberg          | 8   | Ret | 9   | 4   | 3   | 3   | 4   | 7   | 1   | 1   | 4   | 1   | 4   | 5   | 2   | 17  | 3   | 2   | 2   | 3   | 5   | 1   | 1   | 120    |
| 2    | 22    | Heikki Kovalainen     | 1   | 3   | 3   | Ret | 5   | 1   | Ret | 1   | 3   | 2   | 3   | 5   | 6   | 2   | 5   | 10  | 1   | 1   | 5   | 15† | 9   | 3   | Ret | 105    |
| 3    | 1     | Scott Speed           | 3   | Ret | 2   | 3   | 4   | 16  | 12  | 15  | 18  | 4   | 2   | 4   | 3   | Ret | 19  | 5   | 4   | Ret | 15  | 4   | 4   | Ret | 19  | 67,5   |
| 4    | 10    | Alexandre Prémat      | 7   | 2   | 10  | Ret | Ret | 4   | Ret | 9   | Ret | 3   | 5   | 2   | 9   | 4   | 1   | 1   | 14  | Ret | 18  | Ret | 12  | 2   | 3   | 67     |
| 5    | 8     | Adam Carroll          | 5   | 1   | 7   | 6   | 1   | Ret | 2   | 4   | 6   | 21† | 8   | Ret | 11  | 9   | 9   | 7   | 2   | 5   | 6   | 8   | 1   | 9   | 8   | 53     |
| 6    | 7     | Giorgio Pantano       | 13† | Ret | 13  | 14  | Ret | 2   | 7   | 10  | 7   | 12  | 7   | 6   | 2   | 3   | 3   | 2   | 8   | 6   | 3   | NC  | 11  | 5   | 5   | 49     |
| 7    | 18    | Neel Jani             | 6   | 15  | 4   | 5   | Ret | 6   | 13† | 5   | 4   | 5   | 6   | Ret | 22  | 1   | 4   | Ret | Ret | 7   | 1   | 16  | 18  | 16  | 13  | 48     |
| 8    | 3     | Nelson Piquet, Jr.    | 14† | 6   | 5   | 2   | 11† | 5   | 3   | Ret | DSQ | Ret | Ret | 3   | 8   | 15† | 10  | 4   | 6   | 3   | Ret | 1   | 14  | Ret | 15  | 46     |
| 9    | 14    | José María López      | 2   | 11  | 6   | 1   | Ret | 13  | 14  | 2   | Ret | 9   | Ret | 13  | 10  | Ret | Ret | 6   | 7   | Ret | Ret | 10  | 8   | 4   | 4   | 36     |
| 10   | 17 25 | Gianmaria Bruni       | 4   | 4   | 1   | Ret | 2   | 8   | Ret | 18  | 11  | 7   | 11  | NC  | 14  | 10  | 8   | Ret | 9   |     |     | Ret | 16  | Ret | 14  | 35     |
| 11   | 5     | Ernesto Viso          | 10  | DNS | Ret | Ret | DSQ | Ret | 11  | 11  | 8   | 15  | 13  | DSQ | 12  | 6   | Ret | 14  | 12  | Ret | Ret | 2   | 3   | 8   | 2   | 21     |
| 12   | 23    | Nicolas Lapierre      | DNS | Ret | 11  | 9   | Ret | 12  | Ret | 3   | 5   | 10  | Ret | 9   | 7   | 12  | 6   | Ret | 13  | 4   | Ret | Ret | 23† | 6   | 20  | 21     |
| 13   | 11    | Olivier Pla           | 9   | 5   | Ret | Ret | 9   | Ret | 8   | Ret | 9   | 8   | 1   | 8   | 1   | 7   | Ret | 9   | 17  | Ret | Ret | 11  | 10  | Ret | DNS | 20     |
| 14   | 19    | Borja García          | Ret | 10  | Ret | 10  | 10† | Ret | EX  | Ret | 12  | 17  | 9   | 7   | 5   | 11  | Ret | 3   | 5   | Ret | 10  | 6   | 2   | 19  | 17  | 17,5   |
| 15   | 24    | Clivio Piccione       | 15  | Ret | Ret | 8   | Ret | 7   | 1   | 8   | DSQ | 6   | Ret | Ret | 17  | Ret | 16  | Ret | 11  | 11  | 14  | 12  | 19  | 13  | 7   | 14     |
| 16   | 6     | Hiroki Yoshimoto      | Ret | 9   | Ret | 17  | DNS | 11  | Ret | 6   | 2   | 13  | Ret | 12  | Ret | 13  | 17  | 8   | 10  | 10  | 16  | Ret | 17  | 7   | 6   | 14     |
| 17   | 25 17 | Ferdinando Monfardini | Ret | DNS | Ret | 11  | DNS | Ret | 6   | 12  | 17† | 14  | 10  | Ret | 15  | Ret | 11  | Ret | Ret | 8   | 4   |     |     | Ret | 11  | 5      |
| 18   | 20    | Juan Cruz Álvarez     | Ret | 7   | Ret | 12  | Ret | 18† | 15  | Ret | NC  | 11  | Ret | 10  | NC  | Ret | 7   | 15  | Ret | 12  | 17† | 5   | 6   | 10  | 12  | 4,5    |
| 19   | 4     | Alexandre Negrão      | Ret | 13  | 8   | 15  | 12† | Ret | Ret | Ret | 13  | 19  | 16† | Ret | 18  | 8   | 15  | 12  | 19  | Ret | 13  | 7   | 7   | 12  | 9   | 4      |
| 20   | 21    | Sergio Hernández      | 11  | 8   | Ret | 18† | 8   | 15  | 5   | 13  | 14  | 16  | 12  | Ret | 19  | Ret | 18† | Ret | 20† | Ret | 7   | Ret | 20† | 15  | 18  | 3      |
| 21   | 16    | Mathias Lauda         | 12  | Ret | Ret | 13  | 6   | 10  | Ret | 16  | 15  | 20  | 15  | 14  | 21  | Ret | 14  | 16  | 18  | 13  | 12  | 9   | 24† | 14  | 21  | 3      |
| 22   | 2     | Can Artam             | 16† | Ret | Ret | Ret | 7   | 17  | Ret | 17  | 16  | 18  | 14  | Ret | 20  | 14  | 12  | 11  | 16  | 9   | 9   | Ret | 22† | 17  | 16  | 2      |
| 23   | 12    | Ryan Sharp            | Ret | 14  | Ret | 16  | Ret | 9   | 9   | 19  | Ret | Ret | NC  | 11  | 13  |     |     |     |     |     |     |     |     |     |     | 2      |
| 24   | 15    | Fairuz Fauzy          | 17† | 12  | 12  | 7   | Ret | 14  | 10  | 14  | 10  | Ret | Ret | Ret | 16  | Ret | 13  | Ret | 15  | 14  | 11  | 13  | 15  | 11  | 10  | 0      |
| 25   | 17    | Toni Vilander         |     |     |     |     |     |     |     |     |     |     |     |     |     |     |     |     |     | 15  | 8   | 14  | 13  |     |     | 0      |
| 26   | 12    | Giorgio Mondini       |     |     |     |     |     |     |     |     |     |     |     |     |     | Ret | Ret | 13  | Ret | Ret | Ret | Ret | 21† | 18  | 22  | 0      |
| Pos. | N.º   | Piloto                | IMO | IMO | BAR | BAR | MON | NÜR | NÜR | MAG | MAG | SIL | SIL | HOC | HOC | BUD | BUD | EST | EST | MNZ | MNZ | SPA | SPA | SAK | SAK | Puntos |

| Color     | Resultado              |
| --------- | ---------------------- |
| Oro       | Ganador                |
| Plata     | 2.ª plaza              |
| Bronce    | 3.ª plaza              |
| Verde     | Finalizó en los puntos |
| Azul      | Finalizó sin puntos    |
| Azul      | NC - No clasificado    |
| Violeta   | Ret - No terminó       |
| Rojo      | DNQ - No se clasificó  |
| Negro     | DSQ - Descalificado    |
| Blanco    | DNS - No empezó        |
| Blanco    | WD - Retirado          |
| Blanco    | C - Carrera cancelada  |
| Sin color | DNP - No participó     |
| Sin color | INJ - Lesionado        |
| Sin color | EX - Excluido          |

| Estado  | Resultado |
| ------- | --- |
| Negrita | Pole position |
| Cursiva | Vuelta rápida puntuable, el piloto cumplió los requisitos para ser bonificado con uno o más puntos por lograr la vuelta rápida |
| †       | Abandona, pero clasifica al completar el porcentaje requerido para ello                                                        |

#### Estadísticas del Campeonato de Pilotos
| Pos. | Piloto                | Escudería                 | Carreras | Victorias | Podios | Poles | Vueltas rápidas | Puntos |
| ---- | --------------------- | ------------------------- | -------- | --------- | ------ | ----- | --------------- | ------ |
| 1    | Nico Rosberg          | ART Grand Prix            | 23       | 5         | 12     | 4     | 5               | 120    |
| 2    | Heikki Kovalainen     | Arden International       | 23       | 5         | 12     | 2     | 1               | 105    |
| 3    | Scott Speed           | iSport International      | 23       |           | 5      | 1     | 5               | 67,5   |
| 4    | Alexandre Prémat      | ART Grand Prix            | 23       | 2         | 7      | 1     | 2               | 67     |
| 5    | Adam Carroll          | Super Nova Racing         | 23       | 3         | 5      |       | 2               | 53     |
| 6    | Giorgio Pantano       | Super Nova Racing         | 23       |           | 6      | 1     |                 | 49     |
| 7    | Neel Jani             | Racing Engineering        | 23       | 2         | 2      | 1     |                 | 48     |
| 8    | Nelson Piquet, Jr.    | Hitech/Piquet Racing      | 23       | 1         | 5      |       |                 | 46     |
| 9    | José María López      | DAMS                      | 23       | 1         | 3      |       |                 | 36     |
| 10   | Gianmaria Bruni       | Coloni Motorsport Durango | 21       | 1         | 2      | 1     | 2               | 35     |
| 11   | Ernesto Viso          | BCN Competición           | 23 (22)  |           | 3      |       | 1               | 21     |
| 12   | Nicolas Lapierre      | Arden International       | 23 (22)  |           | 1      | 1     | 1               | 21     |
| 13   | Olivier Pla           | David Price Racing        | 23 (22)  | 2         | 2      |       | 1               | 20     |
| 14   | Borja García          | Racing Engineering        | 23       |           | 2      |       |                 | 17,5   |
| 15   | Clivio Piccione       | Durango                   | 23       | 1         | 1      |       | 1               | 14     |
| 16   | Hiroki Yoshimoto      | BCN Competición           | 23 (22)  |           | 1      |       | 1               | 14     |
| 17   | Ferdinando Monfardini | Durango Coloni Motorsport | 21 (19)  |           |        |       |                 | 5      |
| 18   | Juan Cruz Álvarez     | Campos Racing             | 23       |           |        |       |                 | 4,5    |
| 19   | Alexandre Negrão      | Hitech/Piquet Racing      | 23       |           |        |       |                 | 4      |
| 20   | Sergio Hernández      | Campos Racing             | 23       |           |        |       |                 | 3      |
| 21   | Mathias Lauda         | Coloni Motorsport         | 23       |           |        |       |                 | 3      |
| 22   | Can Artam             | iSport International      | 23       |           |        |       |                 | 2      |
| 23   | Ryan Sharp            | David Price Racing        | 13       |           |        |       | 1               | 2      |
| 24   | Fairuz Fauzy          | DAMS                      | 23       |           |        |       |                 | 0      |
| 25   | Toni Vilander         | Coloni Motorsport         | 4        |           |        |       |                 | 0      |
| 26   | Giorgio Mondini       | David Price Racing        | 10       |           |        |       |                 | 0      |

Fuente: GP2 Series.

### Campeonato de Escuderías
| Pos. | Escudería            | N.º | IMO | IMO | BAR | BAR | MON | NÜR | NÜR | MAG | MAG | SIL | SIL | HOC | HOC | BUD | BUD | EST | EST | MNZ | MNZ | SPA | SPA | SAK | SAK | Puntos |
| ---- | -------------------- | --- | --- | --- | --- | --- | --- | --- | --- | --- | --- | --- | --- | --- | --- | --- | --- | --- | --- | --- | --- | --- | --- | --- | --- | ------ |
| 1    | ART Grand Prix       | 9   | 8   | Ret | 9   | 4   | 3   | 3   | 4   | 7   | 1   | 1   | 4   | 1   | 4   | 5   | 2   | 17  | 3   | 2   | 2   | 3   | 5   | 1   | 1   | 187    |
| 1    | ART Grand Prix       | 10  | 7   | 2   | 10  | Ret | Ret | 4   | Ret | 9   | Ret | 3   | 5   | 2   | 9   | 4   | 1   | 1   | 14  | Ret | 18  | Ret | 12  | 2   | 3   | 187    |
| 2    | Arden International  | 22  | 1   | 3   | 3   | Ret | 5   | 1   | Ret | 1   | 3   | 2   | 3   | 5   | 6   | 2   | 5   | 10  | 1   | 1   | 5   | 15† | 9   | 3   | Ret | 126    |
| 2    | Arden International  | 23  | DNS | Ret | 11  | 9   | Ret | 12  | Ret | 3   | 5   | 10  | Ret | 9   | 7   | 12  | 6   | Ret | 13  | 4   | Ret | Ret | 23† | 6   | 20  | 126    |
| 3    | Super Nova Racing    | 7   | 13† | Ret | 13  | 14  | Ret | 2   | 7   | 10  | 7   | 12  | 7   | 6   | 2   | 3   | 3   | 2   | 8   | 6   | 3   | NC  | 11  | 5   | 5   | 102    |
| 3    | Super Nova Racing    | 8   | 5   | 1   | 7   | 6   | 1   | Ret | 2   | 4   | 6   | 21† | 8   | Ret | 11  | 9   | 9   | 7   | 2   | 5   | 6   | 8   | 1   | 9   | 8   | 102    |
| 4    | iSport International | 1   | 3   | Ret | 2   | 3   | 4   | 16  | 12  | 15  | 18  | 4   | 2   | 4   | 3   | Ret | 19  | 5   | 4   | Ret | 15  | 4   | 4   | Ret | 19  | 69,5   |
| 4    | iSport International | 2   | 16† | Ret | Ret | Ret | 7   | 17  | Ret | 17  | 16  | 18  | 14  | Ret | 20  | 14  | 12  | 11  | 16  | 9   | 9   | Ret | 22† | 17  | 16  | 69,5   |
| 5    | Racing Engineering   | 18  | 6   | 15  | 4   | 5   | Ret | 6   | 13† | 5   | 4   | 5   | 6   | Ret | 22  | 1   | 4   | Ret | Ret | 7   | 1   | 16  | 18  | 16  | 13  | 65,5   |
| 5    | Racing Engineering   | 19  | Ret | 10  | Ret | 10  | 10† | Ret | EX  | Ret | 12  | 17  | 9   | 7   | 5   | 11  | Ret | 3   | 5   | Ret | 10  | 6   | 2   | 19  | 17  | 65,5   |
| 6    | Hitech/Piquet Racing | 3   | 14† | 6   | 5   | 2   | 11† | 5   | 3   | Ret | DSQ | Ret | Ret | 3   | 8   | 15† | 10  | 4   | 6   | 3   | Ret | 1   | 14  | Ret | 15  | 50     |
| 6    | Hitech/Piquet Racing | 4   | Ret | 13  | 8   | 15  | 12† | Ret | Ret | Ret | 13  | 19  | 16† | Ret | 18  | 8   | 15  | 12  | 19  | Ret | 13  | 7   | 7   | 12  | 9   | 50     |
| 7    | DAMS                 | 14  | 2   | 11  | 6   | 1   | Ret | 13  | 14  | 2   | Ret | 9   | Ret | 13  | 10  | Ret | Ret | 6   | 7   | Ret | Ret | 10  | 8   | 4   | 4   | 36     |
| 7    | DAMS                 | 15  | 17† | 12  | 12  | 7   | Ret | 14  | 10  | 14  | 10  | Ret | Ret | Ret | 16  | Ret | 13  | Ret | 15  | 14  | 11  | 13  | 15  | 11  | 10  | 36     |
| 8    | Coloni Motorsport    | 16  | 12  | Ret | Ret | 13  | 6   | 10  | Ret | 16  | 15  | 20  | 15  | 14  | 21  | Ret | 14  | 16  | 18  | 13  | 12  | 9   | 24† | 14  | 21  | 36     |
| 8    | Coloni Motorsport    | 17  | 4   | 4   | 1   | Ret | 2   | 8   | Ret | 18  | 11  | 7   | 11  | NC  | 14  | 10  | 8   | Ret | 9   | 15  | 8   | 14  | 13  | Ret | 11  | 36     |
| 9    | BCN Competición      | 5   | 10  | DNS | Ret | Ret | DSQ | Ret | 11  | 11  | 8   | 15  | 13  | DSQ | 12  | 6   | Ret | 14  | 12  | Ret | Ret | 2   | 3   | 8   | 2   | 35     |
| 9    | BCN Competición      | 6   | Ret | 9   | Ret | 17  | DNS | 11  | Ret | 6   | 2   | 13  | Ret | 12  | Ret | 13  | 17  | 8   | 10  | 10  | 16  | Ret | 17  | 7   | 6   | 35     |
| 10   | David Price Racing   | 11  | 9   | 5   | Ret | Ret | 9   | Ret | 8   | Ret | 9   | 8   | 1   | 8   | 1   | 7   | Ret | 9   | 17  | Ret | Ret | 11  | 10  | Ret | DNS | 22     |
| 10   | David Price Racing   | 12  | Ret | 14  | Ret | 16  | Ret | 9   | 9   | 19  | Ret | Ret | NC  | 11  | 13  | Ret | Ret | 13  | Ret | Ret | Ret | Ret | 21† | 18  | 22  | 22     |
| 11   | Durango              | 24  | 15  | Ret | Ret | 8   | Ret | 7   | 1   | 8   | DSQ | 6   | Ret | Ret | 17  | Ret | 16  | Ret | 11  | 11  | 14  | 12  | 19  | 13  | 7   | 21     |
| 11   | Durango              | 25  | Ret | DNS | Ret | 11  | DNS | Ret | 6   | 12  | 17† | 14  | 10  | Ret | 15  | Ret | 11  | Ret | Ret | 8   | 4   | Ret | 16  | Ret | 14  | 21     |
| 12   | Campos Racing        | 20  | Ret | 7   | Ret | 12  | Ret | 18† | 15  | Ret | NC  | 11  | Ret | 10  | NC  | Ret | 7   | 15  | Ret | 12  | 17† | 5   | 6   | 10  | 12  | 7,5    |
| 12   | Campos Racing        | 21  | 11  | 8   | Ret | 18† | 8   | 15  | 5   | 13  | 14  | 16  | 12  | Ret | 19  | Ret | 18† | Ret | 20† | Ret | 7   | Ret | 20† | 15  | 18  | 7,5    |
| Pos. | Escudería            | N.º | IMO | IMO | BAR | BAR | MON | NÜR | NÜR | MAG | MAG | SIL | SIL | HOC | HOC | BUD | BUD | EST | EST | MNZ | MNZ | SPA | SPA | SAK | SAK | Puntos |

| Color     | Resultado              |
| --------- | ---------------------- |
| Oro       | Ganador                |
| Plata     | 2.ª plaza              |
| Bronce    | 3.ª plaza              |
| Verde     | Finalizó en los puntos |
| Azul      | Finalizó sin puntos    |
| Azul      | NC - No clasificado    |
| Violeta   | Ret - No terminó       |
| Rojo      | DNQ - No se clasificó  |
| Negro     | DSQ - Descalificado    |
| Blanco    | DNS - No empezó        |
| Blanco    | WD - Retirado          |
| Blanco    | C - Carrera cancelada  |
| Sin color | DNP - No participó     |
| Sin color | INJ - Lesionado        |
| Sin color | EX - Excluido          |

| Estado  | Resultado |
| ------- | --- |
| Negrita | Pole position |
| Cursiva | Vuelta rápida puntuable, el piloto cumplió los requisitos para ser bonificado con uno o más puntos por lograr la vuelta rápida |
| †       | Abandona, pero clasifica al completar el porcentaje requerido para ello                                                        |

#### Estadísticas del Campeonato de Escuderías
| Pos. | Escudería            | Carreras | Victorias | Podios | Poles | Vueltas rápidas | Puntos |
| ---- | -------------------- | -------- | --------- | ------ | ----- | --------------- | ------ |
| 1    | ART Grand Prix       | 23       | 7         | 19     | 5     | 7               | 187    |
| 2    | Arden International  | 23       | 5         | 13     | 3     | 2               | 126    |
| 3    | Super Nova Racing    | 23       | 3         | 11     | 1     | 2               | 102    |
| 4    | iSport International | 23       |           | 5      | 1     | 5               | 69,5   |
| 5    | Racing Engineering   | 23       | 2         | 4      | 1     |                 | 65,5   |
| 6    | Hitech/Piquet Racing | 23       | 1         | 5      |       |                 | 50     |
| 7    | DAMS                 | 23       | 1         | 3      |       |                 | 36     |
| 8    | Coloni Motorsport    | 23       | 1         | 2      |       | 2               | 36     |
| 9    | BCN Competición      | 23       |           | 4      |       | 2               | 35     |
| 10   | David Price Racing   | 23       | 2         | 2      |       | 2               | 22     |
| 11   | Durango              | 23       | 1         | 1      | 1     | 1               | 21     |
| 12   | Campos Racing        | 23       |           |        |       |                 | 7,5    |

Fuente: GP2 Series.